# Krzeszów (gemeente)
De gemeente Krzeszów is een landgemeente in het Poolse woiwodschap Subkarpaten, in powiat Niżański.
De zetel van de gemeente is in Krzeszów.
Op 30 juni 2005, telde de gemeente 4366 inwoners.

## Oppervlakte gegevens
In 2002 bedroeg de totale oppervlakte van gemeente Krzeszów 62,38 km², waarvan:
- agrarisch gebied: 82%
- bossen: 6%

De gemeente beslaat 7,94% van de totale oppervlakte van de powiat.

## Demografie
Stand op 30 juni 2004:
| Omschrijving                   | Totaal | Totaal | Vrouwen | Vrouwen | Mannen | Mannen |
| ------------------------------ | ------ | ------ | ------- | ------- | ------ | ------ |
| eenheid                        | aantal | %      | aantal  | %       | aantal | %      |
| inwoners                       | 4242   | 100    | 2132    | 50,3    | 2110   | 49,7   |
| bevolkingsdichtheid (inw./km²) | 68     | 68     | 34,2    | 34,2    | 33,8   | 33,8   |

In 2002 bedroeg het gemiddelde inkomen per inwoner 1282,48 zł.

## Administratieve plaatsen (sołectwo)
Bystre, Kamionka (sołectwa: Kamionka Dolna en Kamionka Górna), Koziarnia (sołectwa: Koziarnia I en Koziarnia II), Krzeszów, Krzeszów Dolny, Kustrawa, Łazów, Podolszynka Ordynacka, Podolszynka Plebańska, Sigiełki.

## Aangrenzende gemeenten
Harasiuki, Kuryłówka, Leżajsk, Nowa Sarzyna, Potok Górny, Rudnik nad Sanem, Ulanów